# Polly Cuninghame

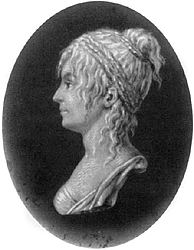
Polly Cunninghame

Marie Polly de Heus-Cuninghame (* 27. Oktober 1785 in Bordeaux; † 9. April 1837 in De Bilt) war eine niederländische Balletttänzerin.

## Leben
Polly Cuninghame wurde am 27. Oktober 1785 in Bordeaux geboren. Ihre Eltern sind unbekannt. Eine erste rechtliche Erwähnung von Polly Cuninghame existiert vom 7. September 1796. An dem Tag wurde sie amtlich als Tochter von Patrice Cunninghame und Chaterine Charlint bestätigt. Diese Adoption ist in der an diesem Tag ausgestellten Heiratsurkunde dieses Paares vermerkt. Ihr Vater gehörte wahrscheinlich dem Clan der schottischen Cuninghams an, die zu dem Zeitpunkt bereits mehr als zweihundert Jahren in Zeeland lebten und zu dem unter anderem der Literat Rijklof Michael van Goens gehörte. Trotz ihrer französischen Herkunft, ihres englischen Namens und der Tatsache, dass sie die niederländische Sprache nicht vollständig beherrschte, betrachteten Zeitgenossen „Mademoiselle“ Polly als Niederländerin.

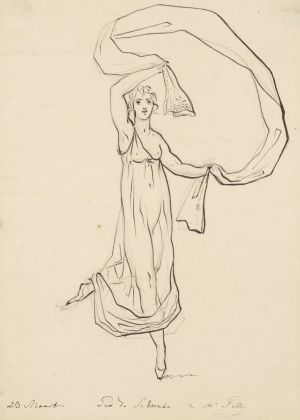
Polly Cuninghame mit „Pas de-Schal“

Sie wurde in Bordeaux beim Kinderballett von Jean-Baptiste Hus ausgebildet. Als Tänzerin wird sie erstmals 1798 genannt. Sie trat im Alter von 13 Jahren am Pariser Théâtre des Jeunes-Artistes auf. Zuvor soll sie laut Ankündigungsplakat am Théâtre de l'Emulation getanzt haben. Im Jahr 1801 war die sehr junge Polly dort die erste Tänzerin, und später im selben Jahr wurde sie auch an der Stadsschouwburg Amsterdam tätig, wo für sie  im März 1801 ein Vertrag von ihrer Mutter unterzeichnet wurde. Sie debütierte in Amsterdam am 9. September 1801 im Ballet „Aufstand auf der Insel Kythera“. Im Sommer 1803 reiste sie nach Paris, um Unterricht beim Choreografen und Balletttänzer Pierre Gardel zu nehmen. Sie trat auch in Paris auf. Nach einigen Monaten kehrte sie trotz des Erfolges, den sie in Paris hatte, nach Amsterdam zurück. Sie entwickelte sich im Laufe der Jahre als Terre-à-Terre-Tänzerin, brillierte nicht so sehr durch Sprünge, sondern schwebende Développés und schnelle, saubere Pirouetten.
Anfang des 19. Jahrhunderts tanzte sie in den klassizistischen und anakreontischen Rokoko-Balletten des französischen Choreografen Jean Rochefort. Unter dem Ballettmeister Pieter Greive (1780–1821) tanzte sie ab 1813 in frühromantischen Balletten und Ballettpantomimen. 1816 führte sie zusammen mit Andries van Hamme (1796–1868) im komischen Ballett „Georgette und Colas“ einen Pas de deux auf Stelzen auf. Dies war beim Publikum so beliebt, dass kurze Zeit später ein Ballett „Liebhaber auf Stelzen“ aufgeführt wurde.
Für das Ballett „Achilles auf der Insel Skyros“ im Jahr 1817 lieferte Cuninghame die Choreografie, es war ein Ballett ihres Lehrers Gardel. Sie übernahm in der Aufführung die Rolle des Achilles. Nach Greives Tod im Jahr 1821 dominierten im Amsterdamer Theater die Pariser Boulevardtänzer mit ihrem ausdrucksstärkeren Mimikstil. Dennoch blieb Polly die Startänzerin, die das Publikum weiterhin mit ihren berühmten Soli wie dem „Pas de shawl“ und dem „Pas de tambourin“ in ihren Bann zog. Besonders ihr „Pas de-Schal“ erregte Bewunderung, da sie „mit diesem flatternden Schal durch die anmutigsten Wendungen, durch die kunstvollsten Richtungen und Formen tanzte, als würde sie sich in einem magischen Kreis drehen“. Ihr großes tänzerisches Talent erregte auch im Ausland Aufmerksamkeit. Sie lehnte jedoch Angebote aus London und St. Petersburg ab.
Am 29. Dezember 1807 heiratete die 22-jährige Polly Cuninghame den über zwanzig Jahre älteren Witwer Hendricus de Heus (1763–1836), einen Fabrikanten unter anderem von Uniformknöpfen. Cuninghames Eltern waren inzwischen gestorben, doch aus dem Ehevertrag geht hervor, dass sie, noch Minderjährig, finanziell und materiell gut versorgt war. Ihr Vermögen wurde auf mehr als 11.000 Gulden geschätzt. Kritiker und die Öffentlichkeit, die immer Angst hatten, dass sie ins Ausland gehen könnte, betrachteten Polly Cuninghames Heirat mit Erleichterung und sahen in ihr ein Zeichen, dass sie in Amsterdam bleiben würde. Ihr Sohn Willem Hendricus kam 1808 zur Welt und vier Monate nach der Geburt trat sie erneut auf. Nun unter ihrem Ehenamen Polly de Heus.
Ihre Rückkehr auf die Bühne löste große Begeisterung aus und Abraham Louis Barbaz widmete ihr ein Lobgedicht, in dem er ihr Talent und ihre Tanzkunst lobte. Von ihren Zeitgenossen wurde sie auch für ihr vorbildliches moralisches Verhalten und ihre hervorragenden Charaktereigenschaften geachtet. Sie besaß den Status einer Startänzerin und dies führte zu einem zu der Zeit beispiellosem hohen Jahresgehalt. 1809 unterzeichnete Polly Cuninghame, zusammen mit Hendricus de Heus, einen neuen Vertrag mit dem Amsterdamer Theater, in dem ihr Gehalt auf viertausend Gulden jährlich verdoppelt wurde. Nur die berühmte Johanna Cornelia Wattier, die erste Schauspielerin am Amsterdamer Theater, verdiente eine ebenso hohe Summe.
Nachdem 1818 ein Feuer den Fabrikkomplex und das angrenzende Haus der De Heus vernichtet hatte, boten die Direktoren der „Royal Theatreists“ ihr eine Benefizvorstellung an. Aufgeführt wurde eine Tragödie über Karl den Kühnen, gefolgt von einem neuen Ballett, in dem sie die Hauptrolle tanzte. Ihren letzten Auftritt hatte Polly de Heus im Jahr 1823. Anschließend wurde sie vom Theatervorstand „in der Rolle des Apollo“ mit einem Lobgedicht geehrt, in dem ihre Unsterblichkeit gewünscht wurde.
Über ihre Jahre nach ihrem Rückzug von der Amsterdamer Bühne ist praktisch nichts bekannt. 1835 zog sie mit ihrem Mann auf dessen Landsitz Sluishoef in De Bilt, wo sie 1837 nach langer Krankheit starb. Marie Polly Cuninghame wurde in der Gruft der Familie De Heus auf dem Friedhof der Dorfkirche Biltse beigesetzt.